# Orantes de Marie-Médiatrice
Pour les articles homonymes, voir Orantes et Marie-Médiatrice.
L'institut des franciscaines orantes de Marie-Médiatrice a été fondé en 1928 par le père Samuel, de l'ordre des Frères mineurs capucins. Le couvent, ouvert à Noisy-le-Grand, a été transféré par la suite à Boissise-le-Roi (Seine-et-Marne). En communion avec tout le peuple de Dieu, les sœurs, assemblées en fraternités, s'engagent à vivre les conseils évangéliques en suivant la règle du 3e ordre de saint François d'Assise. Après la célébration eucharistique et l'office divin, les orantes assurent chaque jour une permanence de prière à la chapelle, pour offrir leur louange à Marie par les Ave Maria du chapelet médité.